# Accademia delle scienze dell'Istituto di Bologna
L'Accademia delle Scienze dell'Istituto di Bologna è un'istituzione culturale italiana, collegata all'Università di Bologna. Essendo direttamente derivata dall'Accademia degli Inquieti, fondata nel 1691, viene considerata una delle più antiche accademie scientifiche italiane tuttora esistenti.

## Storia

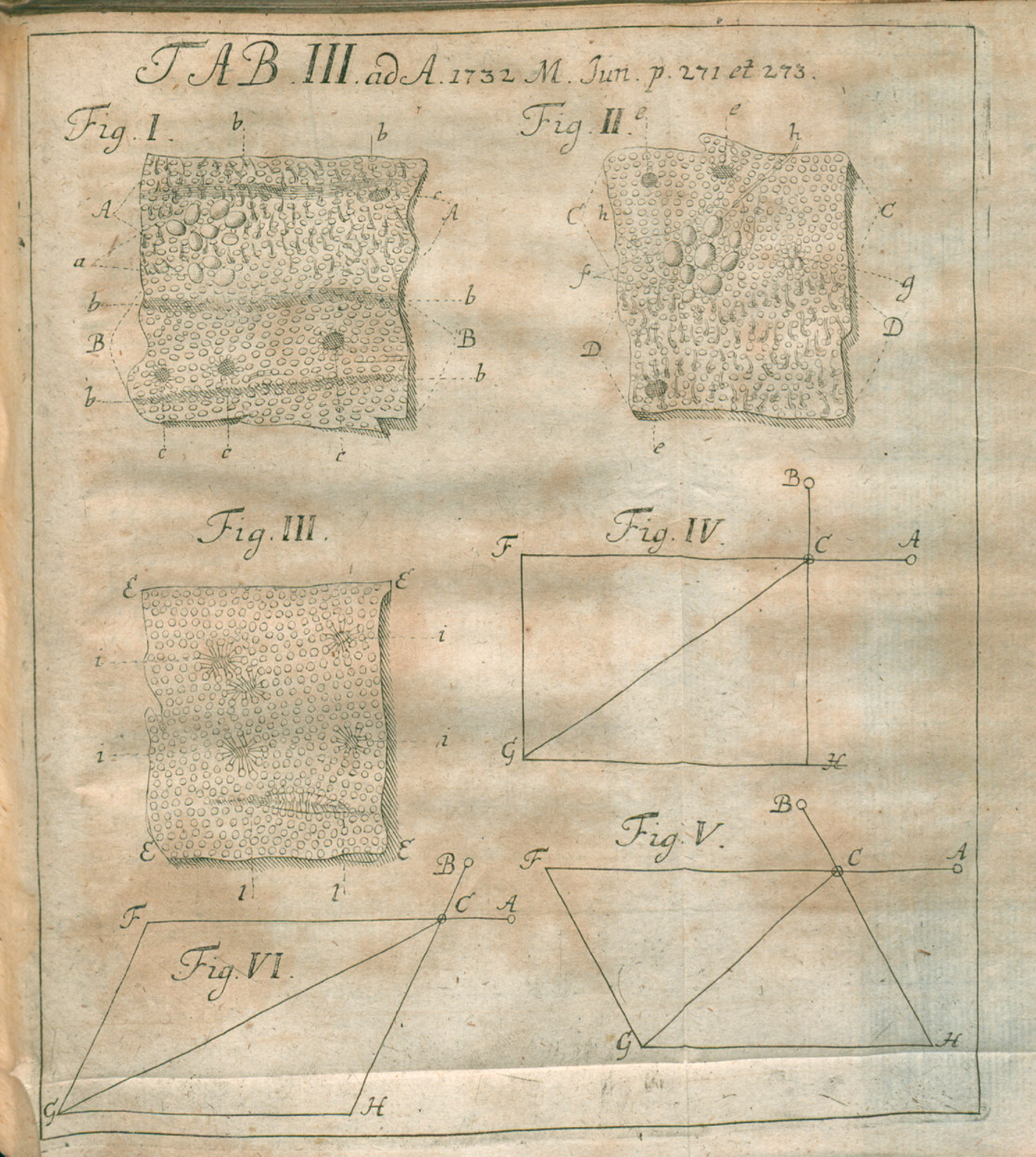
Illustrazione alla recensione su De Bononiensi scientiarum et artium Instituto atque Academia Commentarii pubblicata sugli Acta Eruditorum del 1732

### L'Accademia degli Inquieti
L'Accademia degli Inquieti nacque nel 1691 quando alcuni studenti ancora adolescenti, guidati da Eustachio Manfredi, decidono di riunirsi per discutere di temi filosofici. Se inizialmente adottarono un metodo scolastico lontano dalle moderne accademie sperimentali, man mano si avvicineranno al pensiero scientifico moderno, grazie anche agli insegnamenti universitari di Antonio Maria Valsalva e Domenico Guglielmini. Nel 1694 vengono ospitati nella casa del medico e professore Giacomo Sandri, dove rimarranno per i successivi dieci anni.
Già nei primi anni del Settecento acquisiscono un certo nome nel panorama culturale cittadino, entrando in contatto col generale Luigi Ferdinando Marsili e inviando relazioni a Parigi presso Giovanni Cassini e Giacomo Filippo Maraldi. A partire dal 1704, quando Principe (ovvero il presidente, eletto ogni anno) era Giovanni Battista Morgagni, iscritto già dal 1698, l'Accademia prende una netta svolta verso le scienze sperimentali. Vennero redatte nuove leggi che si ispiravano direttamente all'Académie des sciences di Parigi. Nei successivi cinque anni l'Accademia fu protagonista di un'intensa attività scientifica e culturale, con contatti di rilievo in tutta Europa, grazie anche all'appoggio di Marsili che dal 1705 l'accoglierà nella sua residenza.
Un momento di crisi si ebbe solo tra il 1708 e il 1709, quando si ebbe la prematura morte di Vittorio Francesco Stancari, personaggio di spicco e segretario perpetuo dell'Accademia, e la cacciata dal Palazzo Marsili per via di Filippo, fratello di Luigi Ferdinando, che mal tollerava la presenza in casa sua dell'Accademia. Complessivamente i lavori degli Inquieti coprirono svariati campi, dalla medicina alla storia naturale ma anche analisi matematica, fisica, chimica e astronomia.

### L'Accademia delle scienze dell'Istituto
Nel 1711 l'Accademia degli Inquieti venne annessa al nuovo Istituto delle Scienze di Bologna fondato dallo stesso Marsili, prendendo così il nome attuale e trasferendosi assieme all'Istituto in Palazzo Poggi. Con l'elezione al soglio pontificio di papa Benedetto XIV riceverà un grosso impulso, diffondendo in città le teorie e i metodi della nuova scienza sperimentale, raggiungendo il suo apice con la presidenza di Luigi Galvani alla fine del XVIII secolo. Nel 1804 l'Accademia fu sospesa dalle autorità napoleoniche in seguito ad uno sconvolgimento dell'ordinamento culturale del Regno d'Italia, per essere ripristinata solo nel 1829 dal restaurato Stato Pontificio, di cui divenne una delle istituzioni culturali più importanti.
Fino agli inizi del XX secolo l'Accademia era dedita unicamente alle scienze fisico-matematiche e mediche, vietando l'ingresso agli umanisti e letterati; solo sulla spinta dell'entusiasmo per il premio Nobel conferito a Giosuè Carducci, professore all'Università di Bologna, nel 1907 fu istituita anche la classe di scienze morali, su pressione degli intellettuali bolognesi. Il membro più famoso di questa classe fu il poeta Giovanni Pascoli.
Durante il periodo fascista l'Accademia espresse intellettuali di spicco come Alessandro Ghigi e Guglielmo Marconi, ricoprendo un ruolo di prim'ordine durante la creazione della nuova Accademia d'Italia. Quando quest'ultima fu disciolta nel 1944 con la caduta del fascismo, si vennero a creare grossi disagi per via dei connubi che aveva avuto l'Accademia delle scienze dell'Istituto; nonostante ciò nel dopoguerra riuscì a proseguire i suoi lavori che continuano tuttora.
Fra i soci più illustri l'Accademia delle scienze dell'Istituto annovera sin dal Settecento Luigi Galvani, Alessandro Volta, Jean Sylvain Bailly, Anders Celsius, Francesco Rizzoli, Laura Bassi, Augusto Righi, Giovanni Capellini, Luigi Calori, Pietro Albertoni, fino al Novecento con Marie Curie ed Albert Einstein.

## Organizzazione
L'Accademia è divisa nelle due classi di Scienze Fisiche e Scienze Morali (o umanistiche), entrambe suddivise ciascuna in quattro sezioni.
Classe di Scienze Fisiche
- Scienze matematiche, fisiche, chimiche e geologiche
- Scienze tecniche
- Scienze biologiche (animali e vegetali)
- Scienze mediche

Classe di Scienze Morali
- Scienze giuridiche, economiche e finanziarie
- Scienze filosofiche, pedagogiche e antropologiche
- Scienze politiche e sociali
- Scienze storico filologiche

Ogni sezione comprende massimo sessanta membri ripartiti in: 10 accademici effettivi; 20 corrispondenti italiani residenti; 10 corrispondenti italiani non residenti; 20 corrispondenti stranieri.

## Sede
La sede si trova nel Palazzo Poggi, all'ultimo piano del quale nel 1725 fu allogato un osservatorio astronomico. L'Istituto era inoltre dotato di una tipografia con caratteri latini, greci, ebraici ed arabi, nonché di un museo e di una biblioteca, dove confluirono anche le collezioni e i libri di Ulisse Aldrovandi.